# Waldnaabtal-Radweg
Der Waldnaabtal-Radweg ist ein Radwanderweg entlang der Waldnaab und der Tirschenreuther Waldnaab von Luhe-Wildenau bis zum Waldnaab-Ursprung aus dem Kreuzbrunnen nordöstlich des Entenbühls.

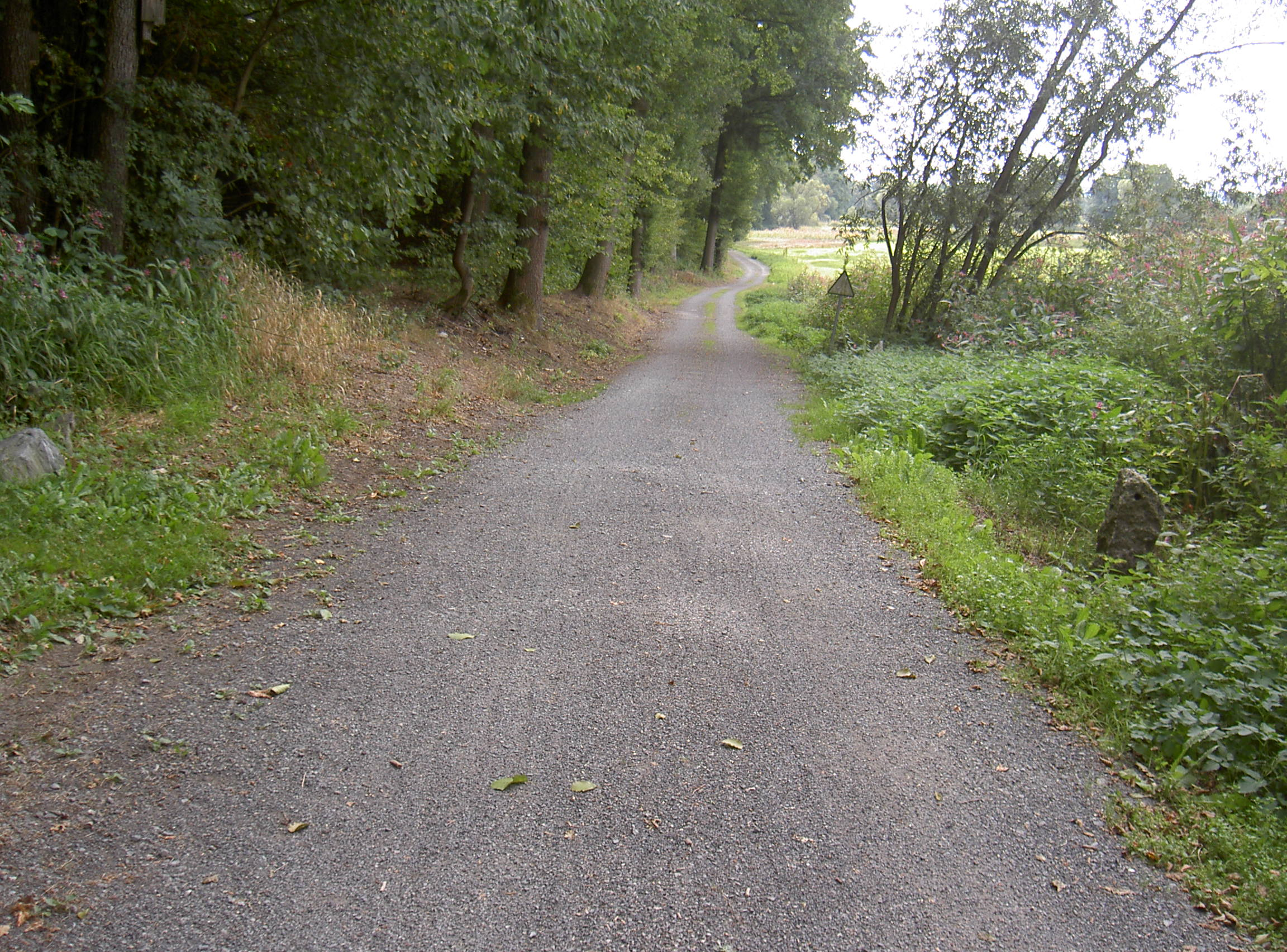
Waldnaabtal-Radweg bei Hammerharlesberg

## Verlauf und Charakteristik
Der Naabtal-Radweg beginnt in Luhe-Wildenau.
Hier fließen die Haidenaab von Nordwesten kommend und die Waldnaab von Norden kommend zusammen und bilden die Naab, die weiter nach Süden bis nach Regensburg fließt.
Dieser Ausgangspunkt ist mit der Bahn zu erreichen, indem man auf der Bahnstrecke Regensburg–Weiden bis zum Bahnhof Luhe-Wildenau fährt.
Möchte man den Radweg in umgekehrter Richtung von der Quelle nach Luhe-Wildenau machen, so könnte man mit dem Auto bis zur Silberhütte fahren.
Eine Möglichkeit, mit öffentlichen Verkehrsmitteln dorthin zu gelangen, gibt es leider nicht. Allerdings mit dem RBO-Bus ab Weiden bis Silberhütte der Linie 6272 dreimal (Ankunft 9, 12, 17 Uhr) täglich oder bis Flossenbürg und dann 5 km der Straße entlang laufen.
Auf dem Waldnaab-Radweg gibt es einige sehr schöne, ebene, gut ausgeschilderte Abschnitte auf ausgebauten Radwegen entlang der Waldnaab.
Zwischen diesen Abschnitten liegen aber lange Strecken, die schlecht gekennzeichnet, weit vom Fluss entfernt auf befahrenen Landstraßen ständig steil bergauf und bergab führen.
Diese Strecken stellen für den Radfahrer mit normaler Kondition selbst mit Elektrofahrrad eine große Herausforderung dar und sind für Familien mit Kindern gänzlich ungeeignet.

### Luhe-Wildenau bis Frombachmündung
Der Radweg beginnt in Luhe-Wildenau mit einem schönen Abschnitt, der besonders von Pirk bis Neustadt an der Waldnaab auf Radwegen direkt am Wasser entlang führt.
Am Nordwestrand von Neustadt endet dieser schöne Abschnitt und der Radweg wechselt auf eine enge dunkle Landstraße, die steil 45 Höhenmeter nach Mühlberg ansteigt.
Autofahrer, die mit erheblichem Tempo durch die Kurven dieser Straße fahren, rechnen keineswegs mit Fahrradfahrern am Straßenrand.
Nach Mühlberg geht es in leichtem auf und ab zu dem nochmal 40 Höhenmeter höher gelegenen Denkenreuth.
Von dem auf 484 m Höhe gelegenen Denkenreuth senkt sich der Weg steil nach unten zur Waldnaab auf 410 m.
Er überquert die Waldnaab und steigt auf der anderen Seite wieder auf 443 m an.
Über Wurz, Kotzenbach, Pfaffenreuth erreicht er das 474 m hoch gelegene Neuhaus.
Von Neuhaus aus führt der Radweg weitab vom Fluss über die Berge bis auf 506 m aufsteigend und senkt sich erst, wenn er auf den Frombach trifft, durch das Frombachtal in das Waldnaabtal hinab.

### Variante
Man kann diesen unerfreulichen und schweißtreibenden Abschnitt vermeiden, in dem man in Neustadt in die Bahn steigt und bis Windischeschenbach mit der Bahn fährt.
In Windischeschenbach kann man dann, statt über die Berge, unten im Waldnaabtal am Fluss entlang radeln.
Man fährt vom Bahnhof Windischeschenbach 1,2 km nach Norden bis ins Stadtzentrum und dort nach Osten durch die Rundschleifstraße auf dem hier beginnenden Waldnaabsteig, einem guten Wanderweg, bis man nach 500 m auf die Waldnaab trifft.
Nun fährt man zunächst 200 m auf der Westseite der Waldnaab, dann über eine kleine Brücke auf die Ostseite des Flusses.
Nach weiteren 300 m führt der Waldnaabsteig unter der Staatsstraße 2181 hindurch.
100 m hinter der Unterführung mündet die Fichtelnaab in die Waldnaab.
Von dieser Mündung bis zur Quelle wird die Waldnaab Tirschenreuther Waldnaab genannt.
Der Waldnaabsteig führt nun immer direkt am Fluss entlang, bis er nach 5 km bei der Frombachmündung wieder auf den offiziellen Waldnaabtal-Radweg trifft.
Windischeschenbach und besonders Neuhaus mit seinen vielen Sehenswürdigkeiten bieten sich mit guten Übernachtungsmöglichkeiten als Etappenstop an.

### Frombachmündung bis Waldnaab-Ursprung
Von der Frombachmündung bis zum Wirtshaus Blockhütte folgt nun der schönste und spektakulärste Abschnitt des Waldnaabtales.
Hinter dem Wirtshaus Blockhütte kann man noch auf der Westseite der Waldnaab 300 m bis zum Butterfass und einen weiteren Kilometer bis zum Sauerbrunnen mit schwefel- und kohlensäurereichem Wasser radeln, muss dann aber wieder auf demselben Weg zur Blockhütte zurück.
Bei der Blockhütte trennt sich der Waldnaabtal-Radweg wieder von der Waldnaab und führt über die Berge, Aufstieg bis auf 502 m, in nordöstlicher Richtung nach Falkenberg.
Auf diesem Abschnitt teilen sich Waldnaabtal-Radweg und Leuchtenberg-Tour die Trasse.
Von Falkenberg führt der Waldnaabtal-Radweg nun wieder in Flussnähe Richtung Norden.
Nach ungefähr 5 km trifft er auf den Vizinalbahnradweg und vereinigt sich mit diesem.
Wer nun das Auf und Ab satt hat, kann einfach bis Bärnau auf dem Vizinalbahnradweg bleiben und erst dort wieder auf den Waldnaabtal-Radweg wechseln.
Der offizielle Waldnaabtal-Radweg weicht immer wieder in größeren und kleineren Bögen vom Vizinalbahnradweg ab, kehrt aber immer wieder auf diesen zurück.
Ab Bärnau wechselt der Waldnaabtal-Radweg bis zu seinem Ende am Waldnaab-Ursprung auf den Grünes-Dach-Radweg.
Dieses letzte Stück ist sehr anspruchsvoll.
Es führt ins Gebirge und es sind Anstiege von insgesamt über 200 Höhenmetern zu bewältigen.

## Sehenswürdigkeiten am Weg
- Luhe-Wildenau: Mittelalterlicher Markt des Ortsteils Luhe mit Hußturm und auf die Zeit der Gotik zurückgehende Martinskirche.
- Weiden in der Oberpfalz: Die gesamte Weidener Altstadt mit Rathaus, Kirchen und anderen Gebäuden.
- Zwischen Hammerharlesberg und Neustadt an der Waldnaab verläuft der Waldnaabtal-Radweg auf der ehemaligen Trasse der Magdeburger Straße, einer Altstraße, die auf die Bronzezeit zurückgeht.
- Neustadt an der Waldnaab: Klosterkirche St. Felix, die Altstadt mit altem und neuen Schloss, Rathaus, Kirche und anderen Gebäuden.
- Mühlberg: Die Mutter-Anna-Kirche, die auf das 14. Jahrhundert zurückgeht.
- Neuhaus: Die Burg Neuhaus aus dem 14. Jahrhundert, Kirche St. Agatha im 18. Jahrhundert errichtet nach Plänen von Philipp Muttone, Schafferhof und zahlreiche andere Zoigl-Stuben.
- Windischeschenbach: Das Kommunbrauhaus aus dem 19. Jahrhundert, St. Emmeramkirche mit Wandmalereien von Josef Wittmann und katholischer Pfarrhof aus dem 18. Jahrhundert.
- Naturschutzgebiet Waldnaabtal mit  Felsblockmeeren im Gewässer, bizarren Verwitterungsformen, steil aufragenden Granitfelsen und Sauerbrunnen mit schwefel- u. kohlensäurereichem Wasser.
- Falkenberg: Die Burg Falkenberg aus dem 12. Jahrhundert und andere historische Gebäude aus dem 16. und 17. Jahrhundert.
- Tirschenreuther Teichpfanne mit vielen bereits im Mittelalter angelegten Teichen.
- Tirschenreuth: Die Altstadt mit zahlreichen denkmalgeschützten Gebäuden und Kirchen, darunter die gotische Kirche Mariä Himmelfahrt aus dem 13. Jahrhundert und zwei historische Steinbrücken, die Fischhofbrücke und die Johannisbrücke.
- Bärnau: Die Altstadt mit Marktplatz und Kirche St. Nikolaus.